# Matthew Beard (attore 1989)
Matthew Beard (Londra, 25 marzo 1989) è un attore britannico.

## Biografia
Per il film And When Did You Last See Your Father? del 2007 venne candidato al British Independent Film Awards come miglior esordiente (Most Promising Newcomer): gli altri candidati al premio furono Imogen Poots, Kierston Wareing, Bradley Cole e Sam Riley vincitore della competizione.

## Filmografia

### Cinema
- And When Did You Last See Your Father?, regia di Anand Tucker (2007)
- An Education, regia di Lone Scherfig (2009)
- I segreti della mente (Chatroom), regia di Hideo Nakata (2010)
- One Day, regia di Lone Scherfig (2011)
- The Look of Love, regia di Michael Winterbottom (2013)
- National Theatre Live: Skylight, regia di Stephen Daldry e Robin Lough (2014)
- The Imitation Game, regia di Morten Tyldum (2014)
- Posh (The Riot Club), regia di Lone Scherfig (2014)
- The Lovers, regia di Roland Joffé (2015)
- Carnage: Swallowing the Past, regia di Simon Amstell (2017)
- The Party's Just Beginning, regia di Karen Gillan (2018)
- Elizabeth Harvest, regia di Sebastian Gutierrez (2018)
- Johnny English colpisce ancora (Johnny English Strikes Again), regia di David Kerr (2018)

### Televisione
- Soldier Soldier – serie TV, 3 episodi (1991)
- Big Meg, Little Meg – serie TV, 5 episodi (2000)
- Where the Heart is – serie TV, episodi 1x02-1x05-6x01 (1997-2002)
- Un angelo per May (An Angel for May), regia di Harley Cokeliss – film TV (2002)
- Sons & Lovers, regia di Stephen Whittaker – film TV (2003)
- Fat Friends – serie TV, episodi 2x01-3x03 (2002-2004)
- The Eustace Bros. – serie TV, 5 episodi (2003)
- The Royal – serie TV, episodio 3x12 (2004)
- Johnny and the Bomb, regia di Dermot Boyd – miniserie TV, 2 puntate (2006)
- The Royal Today – serie TV, episodio 1x05 (2008)
- Trial & Retribution – serie TV, episodio 11x09 (2008)
- Acid Burn, regia di Matt Greenhalgh – cortometraggio (2010)
- Supermarket Girl, regia di Matt Greenhalgh – cortometraggio (2011)
- Labyrinth, regia di Christopher Smith – miniserie TV, 2 puntate (2012)
- Rouge – serie TV, 7 episodi (2013)
- Out for a Walk, regia di David Roland Warwick – cortometraggio (2015)
- The Pity of War: The Loves and Lives of the War Poets, regia di Jenny Ash  – film TV (2016)
- Decline and Fall, regia di Guillem Morales – miniserie TV, 3 puntate (2017)
- Kiss Me First – serie TV, 6 puntate (2018)
- Vienna Blood – serie TV, 11 episodi (2019-2024)
- Dracula, regia di Mark Gatiss e Steven Moffat – miniserie TV, 1 puntata (2020)
- Avenue 5 – serie TV, 7 episodi (2020-2022)
- I delitti della gazza ladra (Magpie Murders), regia di Peter Cattaneo – miniserie TV (2022)
- Funny Woman - Una reginetta in TV (Funny Woman) – serie TV, 10 episodi (2023-2024)
- I delitti della bella di notte (Moonflower Murders), regia di Rebecca Getward – miniserie TV, puntate 4-6 (2024)

## Doppiatori italiani
Nelle versioni in italiano delle opere in cui ha recitato, Matthew Beard è stato doppiato da:
- Manuel Meli in I segreti della mente, Funny Woman - Una reginetta in TV
- Andrea Oldani in I delitti della gazza ladra, I delitti della bella di notte
- Davide Perino in An Education
- Alberto Franco in Elizabeth Harvest
- Fabrizio De Flaviis in One Day
- Emanuele Ruzza in Posh